# Darko Todorović
Darko Todorović (* 5. Mai 1997 in Bijeljina) ist ein bosnischer Fußballspieler.

## Karriere

### Verein
Todorović begann seine Karriere beim FK Sloboda Tuzla. Im Mai 2014 stand er gegen den FK Igman Konjic erstmals im Kader der damals zweitklassigen ersten Mannschaft. Nach dem Aufstieg debütierte er im April 2015 schließlich in der Premijer Liga, als er am 21. Spieltag der Saison 2014/15 gegen den HŠK Zrinjski Mostar in der 66. Minute für Stefan Čolović eingewechselt wurde. Dies blieb sein einziger Einsatz in jener Saison.
Im Mai 2015 stand er gegen den HŠK Zrinjski Mostar zudem erstmals in der Startelf von Sloboda Tuzla. Im Mai 2017 erzielte er bei einer 3:1-Niederlage gegen den FK Krupa seinen ersten Treffer in der Premijer Liga.
In der Saison 2017/18 kam Todorović 29 von 32 Ligaspielen zum Einsatz und erzielte dabei zwei Treffer.
Zur Saison 2018/19 wechselte er nach Österreich zum FC Red Bull Salzburg, bei dem er einen bis Mai 2023 laufenden Vertrag erhielt. Im Juli 2019 wurde er nach Deutschland an den Zweitligisten Holstein Kiel verliehen. Während der Leihe kam er zu neun Einsätzen für Kiel in der 2. Bundesliga. Zur Saison 2020/21 wurde er nach Kroatien an Hajduk Split weiterverliehen. Bis zum Ende der Leihe kam er zu 26 Einsätzen für Hajduk in der 1. HNL. Zur Saison 2021/22 kehrte er zunächst wieder nach Salzburg zurück. Ohne dort allerdings zum Einsatz zu kommen, wurde der Außenverteidiger im September 2021 ein drittes Mal verliehen, diesmal nach Russland an Achmat Grosny.
In Grosny kam er bis zum Ende der Saison 2021/22 zu 17 Einsätzen in der Premjer-Liga. Im Juni 2022 wurde er von den Tschetschenen fest verpflichtet und erhielt einen bis Juni 2024 laufenden Vertrag.

### Nationalmannschaft
Todorović spielte 2013 erstmals für die bosnische U17-Auswahl. 2015 absolvierte er seine ersten Spiele für die U19-Mannschaft.
Im Juni 2017 debütierte er für die U21-Auswahl, als er im EM-Qualifikationsspiel gegen die Schweiz in der Startelf stand.
Sein Debüt in der A-Nationalmannschaft gab er im Januar 2018, als er in einem Testspiel gegen die USA von Beginn an zum Einsatz kam.

## Erfolge
- Österreichischer Meister: 2019
- Österreichischer Cupsieger: 2019